# 青い空と赤い花
「青い空と赤い花」（あおいそらとあかいはな）は、今井美樹の2枚目の配信限定シングル。2017年3月1日にiTunes Store、レコチョクにて発売。発売元はユニバーサルミュージックジャパン。

## 解説
「memories」以来の6年半ぶりのシングルは、大ヒット曲「PIECE OF MY WISH」など生み出し、今井の黄金期を作り上げたベテラン作家、岩里祐穂と上田知華が再び新曲を提供。結果的にはこの曲が、今井が歌う最後の上田作品になった。2016年秋よりカネボウ化粧品『EVITA』CMソングとしてオンエア。ライブでもすでに歌われていた楽曲をファンの要望もふまえリリースされた。

## 収録曲
1. 青い空と赤い花
作詞　岩里祐穂／作曲　上田知華／編曲　河野圭
  - カネボウ化粧品『EVITA』CMタイアップ曲